# Max Elloy
Max Elloy (Maxime Elloy), född 5 maj 1900 i Paris, död 16 januari 1975 i Paris, var en fransk skådespelare.

## Filmografi (i urval)
- 1942 – Mademoiselle Swing
- 1948 – Mademoiselle s'amuse
- 1949 – Manon
- 1950 – Le Roi Pandore
- 1950 – La Petite Chocolatière
- 1950 – Till varje pris Paris
- 1950 – Hans majestät Pappa
- 1951 – Atoll K
- 1952 – Moineaux de Paris
- 1953 – Le Portrait de son père
- 1954 – Sur le Banc
- 1956 – Pardonnez nos offenses
- 1958 – Ni vu... Ni connu...
- 1961 – Dans l'eau qui fait des bulles
- 1961 – Tintin i piraternas våld
- 1964 – C'est pas moi, c'est l'autre
- 1964 – Mannen från Rio
- 1964 – Tintin och de blå apelsinerna
- 1966 – Trois Enfants dans le désordre